# Porto di Torre Annunziata
     Fanale verde
     Fanale rosso
     Silos
 Terminal petroli
Il porto di Torre Annunziata (sigla internazionale UN/LOCODE: IT TOA) è un'infrastruttura portuale del Mar Tirreno, scalo commerciale-industriale e per la nautica da diporto, con un'estensione di 250.000 m2 di specchi acquei. In base alla classificazione dei porti, appartiene alla categoria II, classe III e rientra nei porti di rilevanza Regionale ed Interregionale ai sensi dell'art. 6 della Legge Regionale n. 3/2002.
Situato in un'insenatura del Golfo di Napoli quasi a ridosso della foce del fiume Sarno e dello Scoglio di Rovigliano, è  uno dei principali scali marittimi della Campania, risultando il quarto per grandezza ed il terzo per traffico merci.
Le principali attività sono lo sbarco, lo stoccaggio e la logistica di prodotti petroliferi, cereali, farine e prodotti break-bulk e la relativa distribuzione nel centro-sud e nel Bacino del Mediterraneo, di legname e di prodotti in legno.

Edificato nel XIX secolo a supporto della fiorente industria molitoria della regione vesuviana, nel 2024 lo scalo portuale è risultato il primo porto campano per la movimentazione di rinfuse solide.

## Storia

### Le origini
In epoca romana, la zona, conosciuta come Oplontis, era abitata da cacciatori, pescatori ed artigiani. Con l'arrivo dei fenici e dei talassocrati, che qui si stabilirono, ci fu un fiorente commercio di prodotti del luogo. Divenne un'appendice di Pompei e Nola, che iniziarono il loro commercio con i popoli del mediterraneo servendosi di questo porto.

### Età moderna
Nel 1605, con la costruzione del canale del Sarno a supporto dell'attività molitoria, a Torre Annunziata furono impiantate la Regia Polveriera e la Fabbrica d'Armi e sorsero numerose attività artigianali che, con l'aumento dei traffici e del commercio, portarono alla realizzazione dell'infrastruttura, divenendo molto attivo nel commercio del grano. Già nel 1614 c'era un piccolo porto, dove si svolgeva una certa attività mercantile e peschereccia, in cui approdavano molti velieri.

### Dall'800 alla seconda guerra mondiale
Con il prolungamento della ferrovia Napoli-Portici fino a Torre Annunziata nel 1844, l'economia dell'entroterra trovò un suo sbocco nel piccolo porto, il quale risultò insufficiente a gestire l'intenso traffico di naviglio da carico ed imbarcazioni da pesca.
Già nel 1823, il governo borbonico pensò di dotare Torre Annunziata di un piccolo porto mercantile a spese del comune, incaricando l'architetto Giuliano de Fazio di preparare un progetto, ma il Decurionato dichiarò che la spesa di 6.000 ducati non era sostenibile. Nel 1832 fu respinto un nuovo progetto, dove il comune doveva accollarsi un esborso di 24.336 ducati, con un contributo governativo di 4.000 ducati. Nel febbraio del 1834 fu presentato un nuovo progetto di quasi 180.000 ducati, ma tale spesa fu ritenuta eccessiva dal comune, dalla provincia e dallo stesso Re Ferdinando II. Con l'assenso del comune nel 1836, si diede inizio ai lavori di costruzione di una banchina per il carico e scarico delle merci. Ma per ordine regio, i lavori furono sospesi mandando in fumo un'iniziale spesa di 30.000 ducati, al fine di costruire prima una scogliera di protezione. I lavori ripresero nel 1841 con la costruzione di una banchina con scogliera, ma nel giugno dello stesso anno, una tempesta demolì tutte le opere eseguite. Nel 1868 il governo italiano sbloccò il lungo iter burocratico relativo all'ampliamento progettato dal governo borbonico venti anni prima, ultimando i lavori nel 1871. Dei 10 milioni di lire, la spesa che gravò sul comune fu di 4.800.000 lire. Contestualmente fu costruito lo scalo ferroviario di Torre Annunziata Marittima che era collegato con le aree portuali di carico e scarico delle merci.
Con i lavori ancora in corso, entrò in porto il primo veliero, il Silenzioso, comandato da Antonino Lauro di Sorrento, mentre il porto divenne operativo il 14 giugno 1871, con l'attracco di una nave carica di grano al molo di levante, comandata dal capitano Leone Teseo, a cui fu donato un anello d'oro con su inciso Torre Annunziata. La Commissione dei Porti e Fari qualificò il porto come molo sicuro con capacità di attracco per dodici navi. Nel 1877 divenne porto sicuro di 4ª categoria e nel 1879 la diga foranea fu sopraelevata di tre metri portandola a sette metri, la scogliera fu allargata fino a 10 metri.
Il porto fu designato da Giovanni Bertacchi anche per operazioni militari e divenne un ampio scalo merci, facendo registrare tra il 1879 ed il 1880 un movimento merci quasi di 100.000 tonnellate, divenendo fino al 1914 il secondo emporio marittimo dell'Italia meridionale dopo Napoli.
Per un errore progettuale del molo orientale, il bacino andò insabbiandosi, ma lo scoppio della prima guerra mondiale fece rinviare i lavori di ripristino del fondale ed il porto rimase in uno stato di totale abbandono, tanto che lo stesso Epicarmo Corbino lo considerò uno dei porti italiani più colpiti dal conflitto.
All'inizio degli anni venti, la maggior parte delle merci sbarcate erano costituite dal carbon fossile, utilizzato soprattutto dalle Ferrovie dello Stato, per provvedere al rifornimento della rete ferroviaria posta ad est e a sud di Napoli. Tale traffico andò man mano scemando a causa dell'elettrificazione delle linee. Poco prima della seconda guerra mondiale, le merci movimentate erano costituite da frumento e da altri cereali, dal carbon coke, da ghisa, ferro e acciaio, da rottami di ferro, concimi chimici, pesci freschi e congelati, argilla, terre refrattarie e legno. Il frumento, oltre che dai porti nazionali (soprattutto Sicilia), veniva importato dall'Argentina, Romania, Bulgaria e, in misura minore, dall'Australia, India e Jugoslavia. Il carbon fossile proveniva dalla Germania, dall'Olanda, dalla Gran Bretagna (Barry), dal Belgio (Anversa), dai Balcani e, in limitate quantità, dai porti della Sardegna. In uscita, le maggiori esportazioni avvenivano verso i possedimenti coloniali italiani in Libia, Eritrea e nel Dodecaneso, per prodotti come acciaio, ferro e ghisa, lavorati e semilavorati. Notevole era anche l'esportazione di botti e doghe per botti verso l'Algeria, la Spagna, il Portogallo e la Francia.

### Dal secondo dopoguerra al nuovo millennio

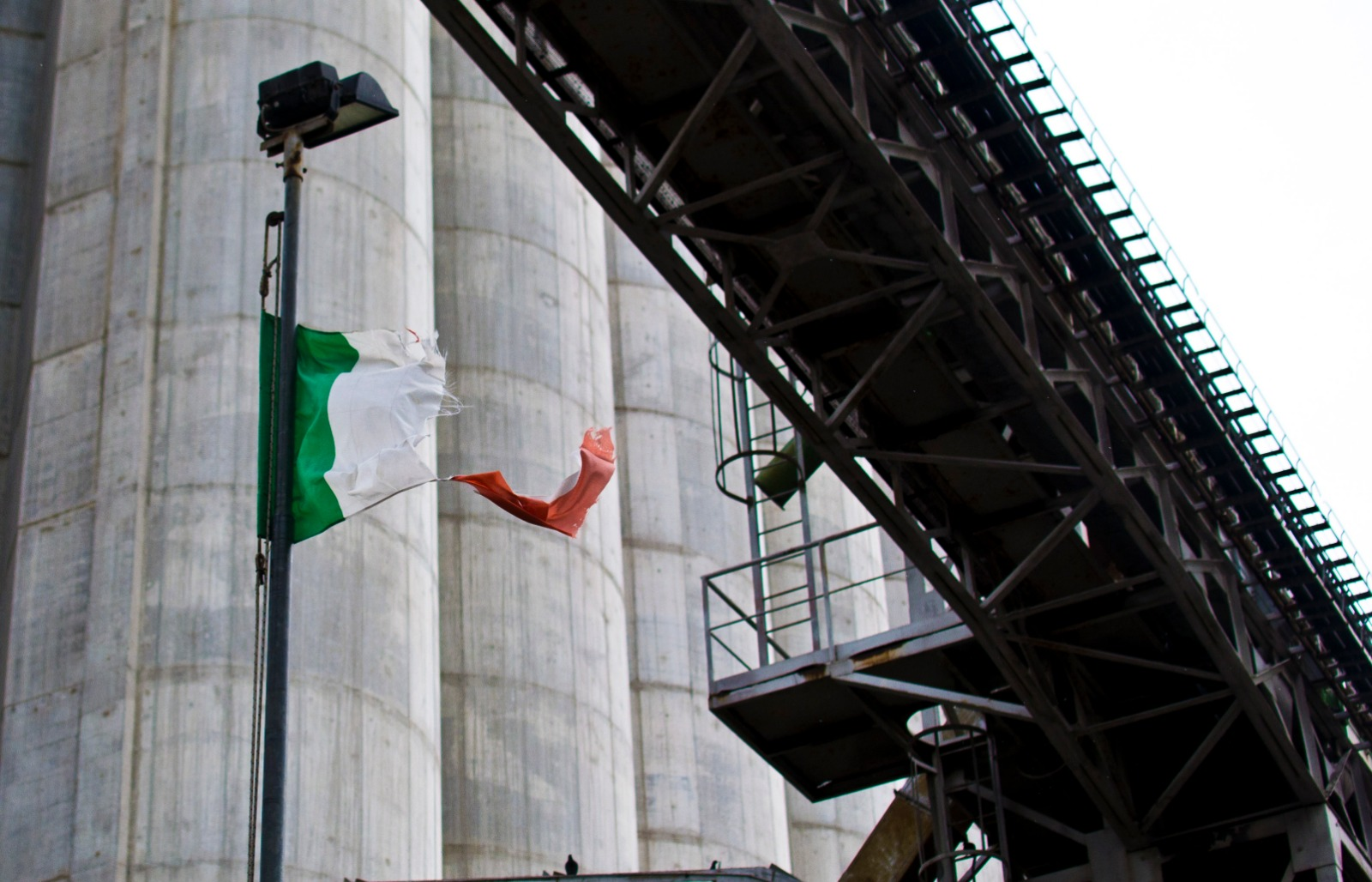
Il silos dei cereali sul molo di levante

Il porto subì danni gravissimi a causa della disastrosa esplosione del 21 gennaio 1946, che causò anche danni più o meno gravi all'intero patrimonio edilizio cittadino e alle attrezzature industriali, in prevalenza mulini e pastifici. Nel 1957 fu ripristinata una rotta commerciale con i porti del nord Europa. Negli anni sessanta furono demoliti i Magazzini Generali. Alla fine di quel decennio, sul molo di levante fu costruito un edificio costituito da 50 silos per lo stoccaggio di cereali, alto oltre 60 metri. Nel 2011 si resero necessari dei lavori di ristrutturazione che terminarono nel 2014 per una spesa di 4 milioni di euro.
Spesso il porto è soggetto a dragaggio, a causa dell'insabbiamento, che ciclicamente  si ripropone impedendo il transito alle navi di grande stazza. Il problema è dovuto alle correnti marine prodotte dagli effluenti della vicina foce del Sarno. Nel 2010 in prossimità del molo di ponente, affiorò una spiaggia di 50.000 m2, mentre la darsena dei pescatori rimase inaccessibile. Nel 2018 il comune presentò un progetto per attenuare tale fenomeno, tramite delle barriere sommerse composte da piastre in conglomerato cementizio. Nel 2019 un'operazione di dragaggio portò la profondità dei fondali a circa 10 metri. Nel 2023 fu installata una gru elettrica da 80 tonnellate, funzionante grazie ad un impianto fotovoltaico.
Nel 2024 è terminato un intervento di sistemazione e risanamento, che prevedeva il completamento di un tratto della bretella di collegamento tra il porto e l’Autostrada A3, pulizia di un'area a ridosso della zona portuale, la ricostruzione di due edifici demoliti per la realizzazione del tratto di bretella, uno civile ed uno a servizio delle Ferrovie dello Stato, il dragaggio del porto per permettere l'approdo alle navi fino a 20.000 tonnellate di stazza.

## Analisi dei traffici
Movimentazioni porto 1879-1941
Il movimento commerciale medio annuo del porto di Torre Annunziata dall'apertura al 1941 fu il seguente:

| Periodi   | Tonnellate merce sbarcata | Tonnellate merce sbarcata | Tonnellate merce sbarcata | Tonnellate merce imbarcata | Tonnellate merce imbarcata | Tonnellate merce imbarcata | Totale tonnellate |
| Periodi   | Estero                    | Interno                   | Totale                    | Estero                     | Interno                    | Totale                     | Totale tonnellate |
| --------- | ------------------------- | ------------------------- | ------------------------- | -------------------------- | -------------------------- | -------------------------- | ----------------- |
| 1879      | -                         | -                         | -                         | -                          | -                          | -                          | 47.586            |
| 1880      | -                         | -                         | -                         | -                          | -                          | -                          | 49.835            |
| 1900-1904 | 240.090                   | 26.340                    | 266.430                   | 13.481                     | 38.842                     | 52.323                     | 318.753           |
| 1905-1909 | 324.467                   | 38.883                    | 363.350                   | 21.462                     | 34.327                     | 55.789                     | 419.139           |
| 1910-1914 | 374.644                   | 51.640                    | 426.284                   | 13.742                     | 73.268                     | 87.010                     | 513.294           |
| 1915-1919 | 325.522                   | 72.373                    | 397.895                   | 18.806                     | 44.731                     | 63.537                     | 461.432           |
| 1920-1924 | 248.769                   | 49.442                    | 298.211                   | 4.128                      | 23.415                     | 27.543                     | 325.754           |
| 1925-1929 | 185.096                   | 74.623                    | 259.719                   | 1.484                      | 53.202                     | 54.686                     | 314.405           |
| 1930-1934 | 111.882                   | 59.299                    | 171.181                   | 5.218                      | 38.293                     | 43.511                     | 214.692           |
| 1935-1939 | 50.417                    | 72.814                    | 123.231                   | 10.700                     | 38.251                     | 48.951                     | 172.182           |
| 1940-1941 | 9.816                     | 39.251                    | 49.067                    | 1.061                      | 16.866                     | 17.927                     | 66.994            |

Dati sul traffico merci nel secondo dopoguerra
Il movimento commerciale medio annuo del porto di Torre Annunziata nel secondo dopoguerra fu il seguente:

| Periodi   | Tonnellate merce sbarcata | Tonnellate merce sbarcata | Tonnellate merce sbarcata | Tonnellate merce imbarcata | Tonnellate merce imbarcata | Tonnellate merce imbarcata | Totale tonnellate |
| Periodi   | Estero                    | Interno                   | Totale                    | Estero                     | Interno                    | Totale                     | Totale tonnellate |
| --------- | ------------------------- | ------------------------- | ------------------------- | -------------------------- | -------------------------- | -------------------------- | ----------------- |
| 1948-1949 |                           |                           | 160.216.627               |                            |                            | 7.391.290                  | 167.607.917       |
| 1954      |                           |                           | 34.953.712                |                            |                            | 4.731.071                  | 39.684.783        |
| 1955      |                           |                           | 34.874.120                |                            |                            | 5.248.975                  | 40.123.095        |

Movimentazioni porto 1995-2022

La nave Canopic della Cunard Line, ancorata nel porto di Torre Annunziata agli inizi del 1900

I dati relativi al traffico merci riguardanti il periodo 1995-2013 fu il seguente:
| Periodo | Altre merci | Prodotti petroliferi | Totale merci |
| ------- | ----------- | -------------------- | ------------ |
| 1995    | 0           | 0                    | 384.033      |
| 1997    | 0           | 0                    | 439.182      |
| 1999    | 0           | 0                    | 466.756      |
| 2001    | 0           | 0                    | 480.543      |
| 2003    | 374.179     | 120.151              | 494.330      |
| 2006    | 494.330     | 196.241              | 690.571      |
| 2007    | 493.269     | 251.656              | 744.925      |
| 2008    | 445.390     | 246.952              | 692.342      |
| 2009    | 245.390     | 243.605              | 488.995      |
| 2010    | 58.403      | 273.175              | 331.578      |
| 2011    | 303.131     | 241.588              | 544.719      |
| 2012    | 187.132     | 261.099              | 448.231      |
| 2013    | 228.944     | 260.552              | 489.496      |

Movimentazioni porto nel 2022
I dati relativi al traffico merci riguardanti l'anno 2022:
| Prodotti movimentati                                                | Imbarchi | Sbarchi | Totale  |
| ------------------------------------------------------------------- | -------- | ------- | ------- |
| Petrolio grezzo                                                     | 0        | 0       | 0       |
| Prodotti petroliferi                                                | 0        | 0       | 4.430   |
| Prodotti petroliferi gassosi, liquefatti o compressi e gas naturale | 0        | 0       | 0       |
| Prodotti chimici                                                    | 0        | 0       | 0       |
| Altre rinfuse liquide non petrolifere                               | 0        | 0       | 0       |
| Rinfuse solide                                                      | 0        | 0       | 388.160 |
| TOTALE MERCI                                                        | 0        | 0       | 392.590 |

## Caratteristiche dello scalo

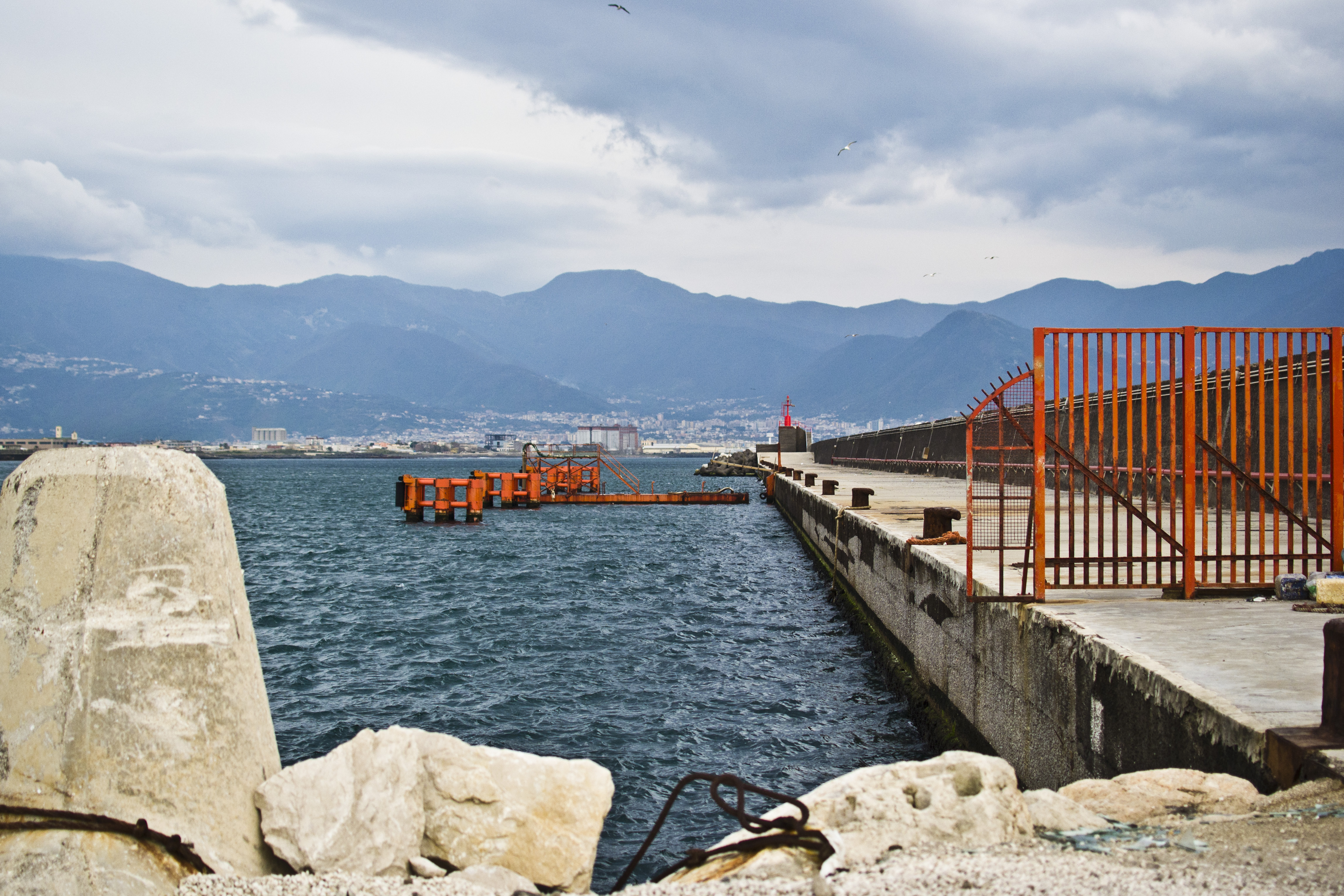
Vista sul fanale rosso di ingresso nel porto

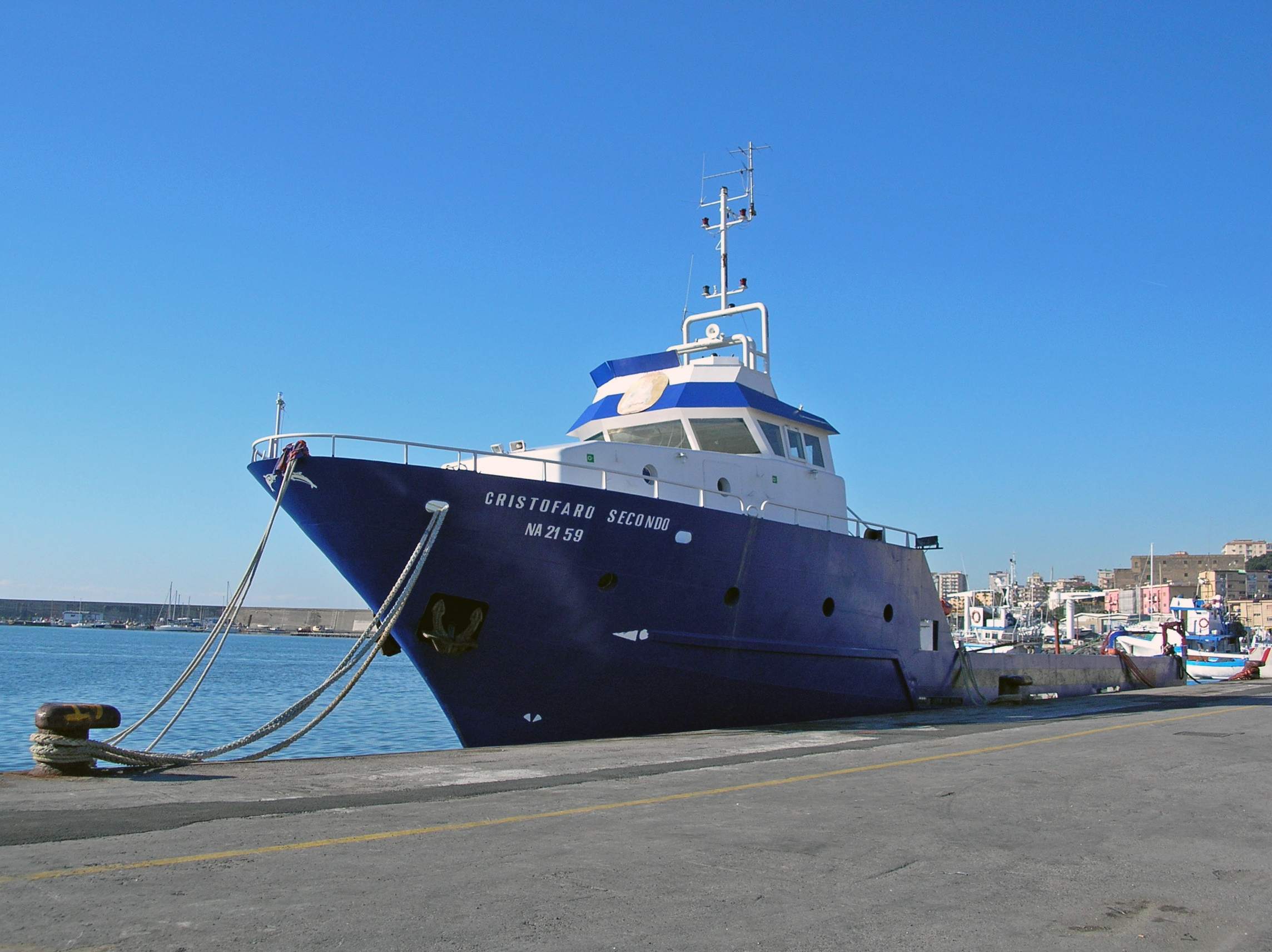
Un peschereccio ormeggiato alla banchina Crocelle

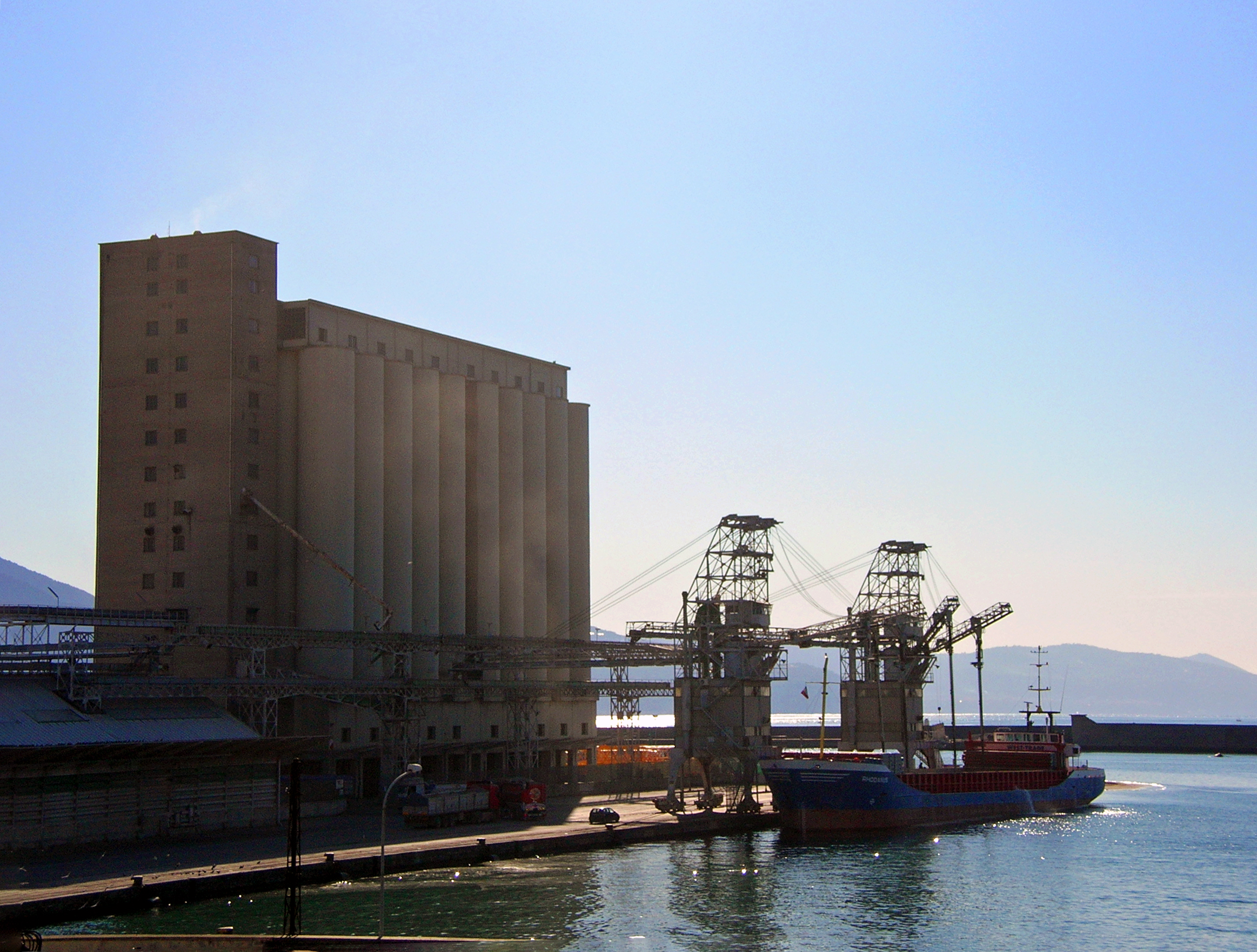
Molo di Levante, operazioni di scarico ai silos cerealicoli

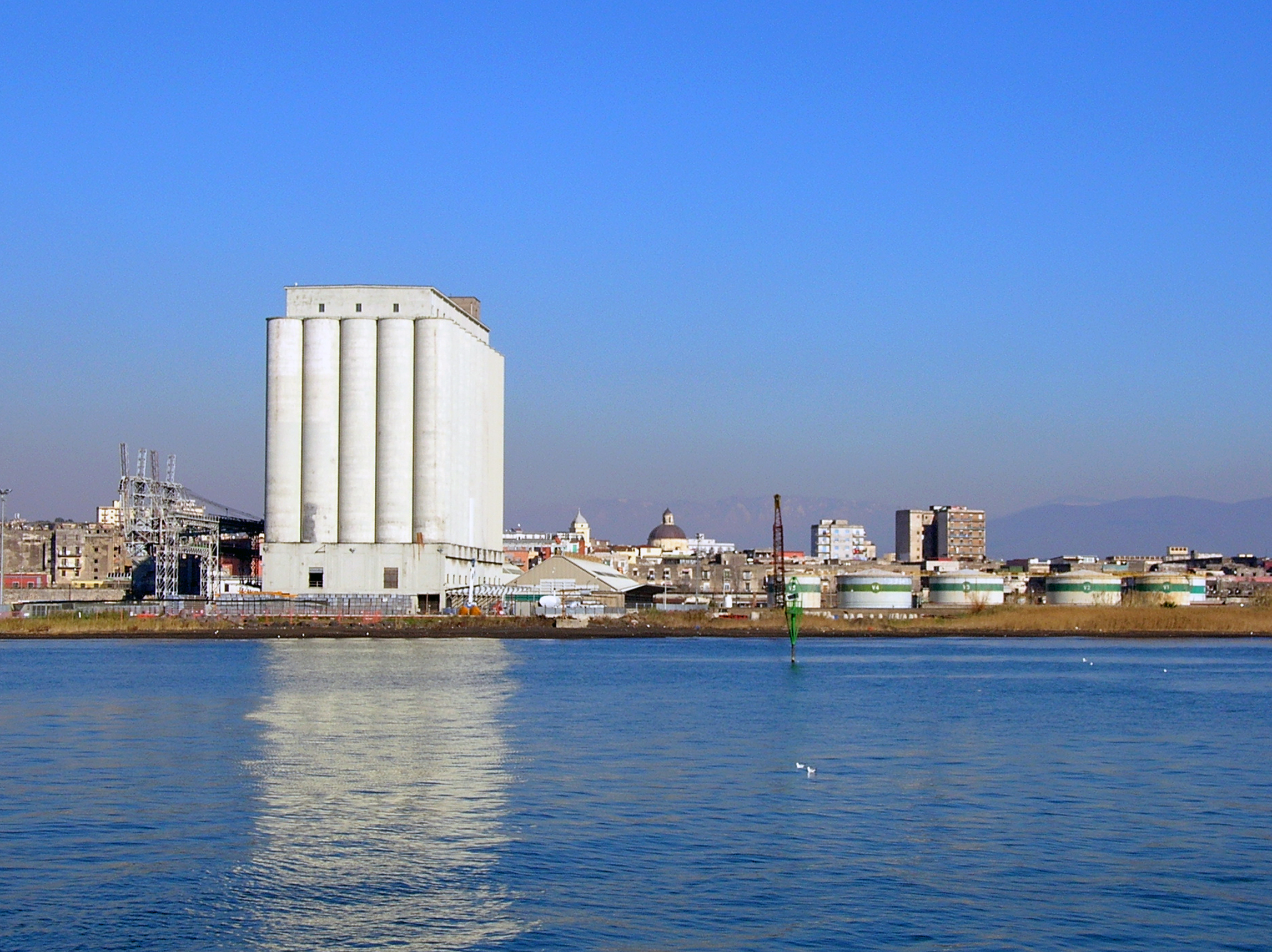
Il terminal petrolifero ed il fanale verde all'imboccatura del porto

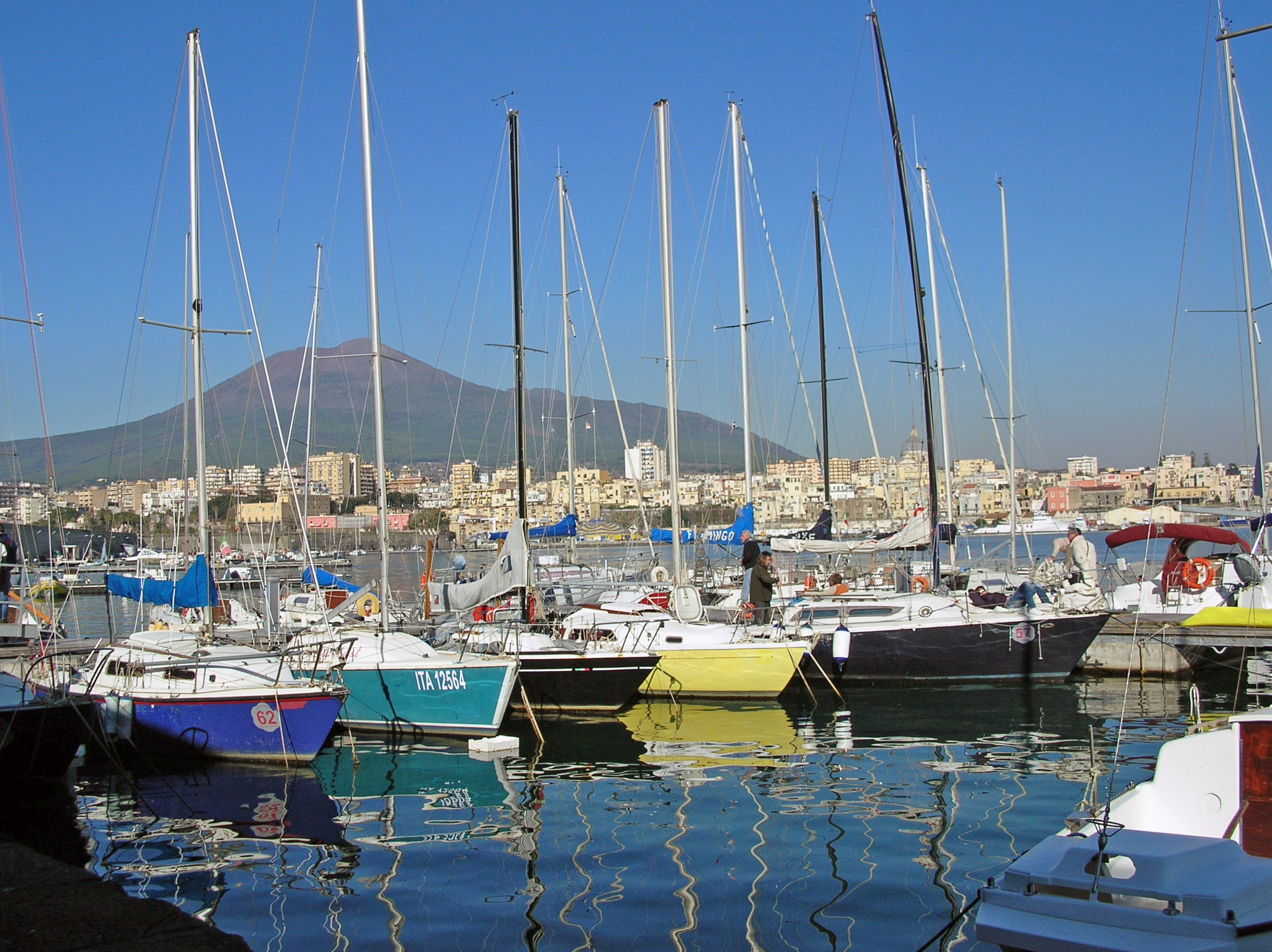
L'area diportistica con il Vesuvio sullo sfondo

Il porto è formato da due moli, di ponente e di levante, completamente banchinati, le cui testate sono distanti circa 300 metri e la cui imboccatura si apre a SE.
Il molo di ponente è lungo 1.410 metri, è costituito da tre bracci le cui direzioni sono S, SSE e SE. La larghezza è compresa tra 6 e 7,5 metri.
Il molo di levante è un braccio rettilineo lungo 252 metri e largo 125, la cui direzione è SW, fornito di un binario esteso sull'intera lunghezza. Fra i due moli c'è la banchina Crocelle, lunga 302 metri e larga 14, anch'essa munita di binario.
L'area del molo di levante è adibita allo scarico di cereali e prodotti chimici, alle banchine del molo di ponente ormeggiano le navi chimichiere per il transito di prodotti infiammabili e tossici. Il porto è provvisto di 13 punti di ancoraggio e 11 punti di fonda. Le principali merci movimentate sono grano, legno, carta e merci agricole. Viene effettuato il bunkeraggio soltanto di combustibili liquidi per qualsiasi quantitativo.
Nel porto è presente un deposito costiero di 20.000 m2 ed una capacità di stoccaggio di 13.000 mc., provvisto di un terminal portuale con due pontili di attracco. È destinato alla ricezione, stoccaggio e distribuzione di carburanti e biocarburanti per autotrazione. Fino al 1986 fu di proprietà della Italiana Petroli che vi stoccava bitume, dal 2002 della multinazionale Repsol e dal 2010 della Saras. Nel porto vengono effettuate anche le operazioni di sdoganamento da parte dell'Agenzia delle dogane e dei monopoli.

### Moli e banchine
| Molo              | Lunghezza (m) | Larghezza (m) | Superficie (m2) |
| ----------------- | ------------- | ------------- | --------------- |
| Molo di levante   | 1.410         | da 6 a 7,5    | 9.500           |
| Molo di ponente   | 252           | 125           | 31.500          |
| Banchina Crocelle | 302           | 14            | 4.228           |

### Fari e fanali
- 2556 (E 1684) - fanale a lampi rossi grp. 2, periodo 6 sec., portata 9 M, sulla testata del molo di Ponente (mantenersi a non meno di 50 m dal faro);
- 2557 - boa a lampi gialli con miraglio a X, periodo 3,5 sec., portata 4 M, segnala campo di mitili;
- 2557.5 – boa a lampi gialli con miraglio a X a gruppi di due, periodo 6 sec., portata 4 M, segnala campo mitili;
- 2557.7 – boa a lampi gialli con miraglio a X a gruppi di due, periodo 6 sec., portata 4 M, segnala campo mitili;
- 2560 (E 1685) - fanale a lampi verdi grp. 2, su meda elastica laterale dritta, periodo 6 sec. , portata 5 M (riflettore radar - indica i bassi fondali davanti la testata del molo di Levante);
- 2561 (E 1687) - fanale a luce fissa rossa , portata 4 M, sulla testata del Molo darsena pescatori (mantenersi a non meno di 15 m dal fanale)[3].

### Area commerciale
- silos cerealicolo in cemento armato da 60.000 tonnellate alto circa 60 metri (molo di levante);
- due torri scorrevoli su binario munite di aspiratori per prodotti cerealicoli;
- due prese d'acqua eroganti 90 tonnellate giornaliere per il rifornimento delle navi;
- tre gru da 20, 60 e 80 tonnellate;
- sette carrelli da 4 a 7 tonnellate;
- capannoni metallici in 7 scomparti per la conservazione di farine, deperibili, cellulose della capacità di 35.000 tonnellate (molo di levante);
- due aree scoperte, recintate e videosorvegliate di 10.000 m2 destinate allo stoccaggio delle merci Break Bulk (molo di levante)[9].

### Terminal petrolifero
- Deposito costiero di prodotti energetici la cui capacità di stoccaggio è di circa 13,5 mc.[46]

### Area diportistica
L'approdo turistico dispone di 780 posti barca dislocati lungo il molo di ponente, dotati di attracco, acqua, luce, vigilanza, servizi igienici, parcheggio, alaggio e raccolta rifiuti. I posti sono distribuiti su 8 pontili galleggianti lunghi dai 30 ai 70 metri e in un'area di 400 m2. La darsena pescatori, il cui fondale è profondo dai 2 ai 3 metri, è racchiusa nell'angolo NNE del porto, delimitata da un molo a scogliera in cui ci sono 100 posti barca disposti lungo 4 pontili galleggianti. È presente una gru ed uno scalo d'alaggio. È possibile ormeggiare anche ai gavitelli posti in prossimità della banchina a riva.

### Società di Supporto
La Corporazione dei Piloti del Porto di Torre Annunziata venne estinta nel 1975.
- Corporazione dei Piloti del Golfo di Napoli

Pontile Vittorio Emanuele II - 80133 Napoli (NA)
svolge, nell'ambito del territorio del Porto di Napoli, a supporto delle operazioni di attracco e di partenza delle navi il servizio di pilotaggio, con i seguenti natante (da {\displaystyle >}0 m a {\displaystyle <}10 m) ed imbarcazioni (da {\displaystyle \geq }10 m a {\displaystyle <}24 m):
1. Pilotina "2" (19??): Classe "Jag", lunghezza: 9 metri; velocità: 20 nodi; per servizi di pilotaggio per il Porto di Castellammare di Stabia e per il Porto di Torre Annunziata.

- Gruppo Unico Ormeggiatori e Battellieri di Castellammare di Stabia - Torre Annunziata - Sorrento

Viale Europa, 160 - Castellammare di Stabia (NA)
svolge il servizio di ormeggio, è composto da sette elementi dotati di tre imbarcazioni, una per ogni porto, per il trasporto passeggeri e servizio battellaggio, secondo quanto disciplinato dal MIT.
- Gruppo rimorchiatori napoletani

Pontile Vittorio Emanuele II - 80133 Napoli (NA)
in loco non esiste una società, bisogna rivolgersi alla Soc. Rimorchiatori Napoletani che occorre preavvisare
- Barcaioli

Gli stessi ormeggiatori esplicano il servizio di battellaggio

## Compagnie di navigazione

### Traghetti passeggeri
Le compagnie operanti viaggi con traghetti passeggeri da e per Torre Annunziata sono:
- Alilauro: Capri, Castellammare di Stabia, Seiano, Sorrento